# Cécile Roumiguière
Cécile Roumiguière, née le 2 avril 1961 à Rodez, est une écrivaine française.

## Biographie
Passionnée de mise en scène et de réalisation, Cécile Roumiguière s'installe à Paris en 1984 pour suivre le cours de théâtre de Jean-Laurent Cochet. À partir de l'hiver 1985 et pendant dix ans, elle fait partie de l'équipe des « Médiévales de Carcassonne », un son et lumière géant. Assistante de réalisation de 1986 à 1993, elle écrit les spectacles des étés 1990, 1991, 1994 et 1995 tout en travaillant avec le réalisateur Jean-Marie Sittler sur des clips (Franck it's so Heavy, de Jean-Michel Kajdan), des vidéos institutionnelles et divers spectacles. En 1988, elle est assistante de production sur Jeanne d'Arc, le pouvoir et l'innocence, un téléfilm Antenne 2 de Pierre Badel. En 1992, elle est régisseuse musique du film Louis, enfant roi, de Roger Planchon (musique de Jean-Pierre Fouquey, production Margaret Ménégoz pour les Films du Losange).
Elle écrit d'autres spectacles, des articles pour des journaux spécialisés en informatique et jeux vidéo, des sites web, des textes institutionnels. Son premier livre, L'École du désert, est publié en 2004 chez Magnard. Lauréat du prix adulte des Incorruptibles, ce roman jeunesse a été vendu à 100 000 exemplaires. Suivront d'autres romans et des albums, en collaboration avec des artistes comme Natali Fortier, Benjamin Lacombe, Carole Chaix, Bobi-Bobi… En 2006, elle a l'idée d'une « bande d'auteurs pour écrire une bande d'adolescents ». C'est le début des « blue Cerises », des nouvelles croisées écrites à quatre, avec Sigrid Baffert, Jean-Michel Payet et Maryvonne Rippert. Elle est membre de la Charte des auteurs et des illustrateurs jeunesse.
En 2011, elle suit une formation d'initiation à l'adaptation de scénario à La Fémis avec Pierre Linhart.

## Œuvre

### Publications
- L’école du désert, roman, Magnard, collection Tipik cadet, mai 2004 (prix des Incorruptibles adultes en 2006)
- À l’ombre du tilleul, album illustré par Sacha Poliakova, Gautier-Languereau, novembre 2005 (prix Octogones poésie-comptines 2005)
- Le journal d’une Crevette, roman, Magnard, collection Tipik cadet +, septembre 2005
- Entre deux rives, Noël 43, album avec Natali Fortier, Gautier-Languereau, novembre 2006
- Le voyage de Poéma, roman, Magnard, collection Tipik cadet, novembre 2007
- L’enfant silence, album avec Benjamin Lacombe, Seuil jeunesse, mars 2008
- Pablo de La Courneuve, roman, Seuil jeunesse, collection Chapitre, avril 2008 (prix Janusz Korczak 2010)
- Demain la Lune, roman, Seuil jeunesse, collection Chapitre, mai 2009
- Le secret du soir, album illustré par Éric Gasté, Milan, février 2010
- L'envol de l'aigle, « Talam », Milan poche, mai 2010 (sous le pseudonyme de Walter Spock)
- Rouge Bala, album avec Justine Brax, Milan, octobre 2010
- Dans les yeux d'Angel, roman, Flammarion, août 2011
- Les « blue Cerises » :
  - L'amour basta !, « blue Cerises » saison 1, Milan collection Macadam, mai 2009
  - Ciné ciné cinéma, « blue Cerises » saison 2, Milan collection Macadam, octobre 2009
  - La minute papillon, « blue Cerises » saison 3, Milan collection Macadam, avril 2010
  - Les blue Cerises, saison 1 (version numérique sur iBooks), e-plum, février 2011
  - « blue Cerises », saisons 1 à 4 en version reliée, d'octobre 2011 à février 2012, Milan, collection Macadam
- Ma sœur et moi, album illustré par Bobi-Bobi, La Joie de Lire, mai 2012
- Une princesse au Palais, album illustré par Carole Chaix, Thierry Magnier, août 2012[5]
- Ogre, cacatoès et chocolat, album illustré par Barroux, Belin, septembre 2012
- Le fil de soie, album illustré par Delphine Jacquot, Thierry Magnier, août 2013
- La Belle et la Bête, album illustré par Aurélia Fronty, Belin, novembre 2013
- Sur un toit, un chat, album avec Carole Chaix, éditions À pas de loups, octobre 2014
- Lily, roman, La Joie de Lire, février 2015
- Mon chagrin éléphant, album illustré par Madalena Matoso, Thierry Magnier, août 2015
- Les fragiles, roman young adult, Exprim Sarbacane, avril 2016
- Pablo de la Courneuve, roman jeunesse, Le Seuil, septembre 2017
- Des fleurs sur les murs, roman jeunesse illustré par Aurélie Grand, Nathan, avril 2018
- Jean-Kevin, album jeunesse illustré par Géraldine Alibeu, À pas de loups, octobre 2018
- Zou le zoo, pop-up jeunesse illustré par Eric Singelin, Le Seuil, octobre 2018
- Les ombres de Nasla, album illustré par Simone Rea, Le Seuil, octobre 2019
- Hector et les bêtes sauvages, album illustré par Clémence Monnet, Le Seuil, septembre 2019
- Peau d'âne, album illustré par Alessandra Maria, Albin Michel, octobre 2019
- Ööfrreut la chouette, illustré par Clémence Monnet au Seuil, 2019
- Filles de la Walïlü, roman young adults, couverture illustrée par Joanna Concejo, L'École des loisirs, mars 2020
- Sous le grand choka, illustré par Cécile Gambini aux éditions À Pas De Loups, 2020
- Le monde au tour de moi, Le feu, le Ciel, la Terre, l'Eau, illustré par Marion Duval au Seuil, 2021
- Un oiseau, une fleur, illustré par Julia Spiers au Seuil, 2022
- Ô sisters !, un roman écrit avec Julia Billet, L'École des loisirs, 2022
- Nuit trouble, roman de la collection “Court toujours” chez Nathan, 2022
- Sorcières, illustré par Benjamin Lacombe dans l'encyclopédie du Merveilleux, Albin Michel, 2022
- Les manèges de Mila , illustration de Clotilde Perrin, L'École des loisirs, 2023

### Spectacles
- Les Cathares, dialogues pour « Les Médiévales de Carcassonne », 1990
- La Légende des Chevaliers, scénario pour « Les Médiévales de Carcassonne », 1991
- Cipango !, scénario pour « Les Médiévales de Carcassonne », 1994
- Le Feu Sacré, scénario pour « Les Médiévales de Carcassonne », 1995
- Lastours de Cabaret, scénario du spectacle, étés 1996 et 1997
- Si l’Ariège m’était contée, scénario de spectacle, Foix, étés 2004 et 2005
- Le Trésor des cathares, scénario de spectacle, Foix, 2006